# دابا تزيان (مسلسل)
دابا تزيان هو مسلسل مغربي من إخراج هشام الجباري سنة 2019، وبطولة مجموعة من الممثلين المغاربة أمثال محمد الجم، نزهة الركراكي، عزيز حطاب، ماجدولين الإدريسي وغيرهم. كما عرف المسلسل عدة ضيوف كالممثل المغربي عزيز داداس، هشام الوالي، عبد الله ديدان، واللبناني وليد توفيق. بث المسلسل على قناة إم بي سي 5.

## القصة
علال بن غريب رجل يعود لزوجته لالة زهور بعد أن قضى 40 عاما خارج البلاد لكي يصبح موسيقيا شهيرا، فطلب من لالة زهور الذهاب إلى مصر فوافقت ولم يعد إلا بعد 40 عاما بعد فشله في حلمه بأن يكون من أشهر الموسيقيين، بعد رجوعه إلى المغرب وهو في السبعينيات من عمره، طلب السماح من زوجته وابنه بعد أن هجرهم لسنوات طويلة، وهي مهمة أصعب مما توقع. فيجد نفسه عاملا بمنزلهم بعد أن لم يتذكره ابنه، فجعلته زوجته عاملا لديها لمعاقبته على هجرانهم.

## طاقم التمثيل
محمد الجم 
 نزهة الركراكي 
 عزيز حطاب 
 ماجدولين الإدريسي 
 سلمى السيري 
 محمد السدراتي 
 تسنيم شحام

## وصلات خارجية
- دابا تزيان على موقع IMDb (الإنجليزية)
- دابا تزيان على موقع قاعدة بيانات الأفلام العربية
- دابا تزيان على موقع كينوبويسك (الروسية)